# Adam Raga
Adam Raga (Ulldecona, 6 april 1982) is een Catalaans trialrijder.
Raga won tot nu toe 4 indoor en 2 outdoor wereldkampioenschappen.

## Palmares
- 1999 - Tweede in het Europees kampioenschap (280 cc)
- 2000 - Wereld- en Europees kampioen bij de junioren (280 cc)
- 2001 - Nations world kampioen
- 2003 - Wereldkampioen indoor (280 cc) en vierde bij het WK outdoor
- 2004 - Wereldkampioen indoor (300 cc) en derde bij het WK outdoor
- 2005 - Wereldkampioen indoor (300 cc) en Wereldkampioen outdoor
- 2006 - Wereldkampioen indoor (300 cc) en Wereldkampioen outdoor
- 2007 - tweede bij het WK indoor -  tweede bij het WK outdoor
- 2008 - tweede bij het WK indoor -  tweede bij het WK outdoor
- 2009 - derde bij het WK indoor -  tweede bij het WK outdoor
- 2010 - derde bij het WK indoor -  tweede bij het WK outdoor
- 2011 - derde bij het WK indoor -  tweede bij het WK outdoor
- 2012 - derde bij het WK indoor -  tweede bij het WK outdoor
- 2013 - tweede bij het WK indoor -  tweede bij het WK outdoor
- 2014 - derde bij het WK indoor -  tweede bij het WK outdoor
- 2015 - tweede bij het WK indoor -  tweede bij het WK outdoor
- 2016 - tweede bij het WK indoor -  tweede bij het WK outdoor
- 2017 - tweede bij het WK indoor -  tweede bij het WK outdoor
- 2018 - tweede bij het WK indoor -  derde bij het WK outdoor

## Titels
- Tweevoudig wereldkampioen outdoor (2005, 2006)
- Viervoudig wereldkampioen indoor (2003, 2004, 2005, 2006)
- Viervoudig Spaans kampioen (2004, 2005, 2007, 2008)
- Viervoudig Spaans kampioen indoor (2003, 2004, 2005, 2007)
- Zevenvoudig winnaar van de Trial des Nations (2001, 2004, 2005, 2006, 2007, 2008, 2009)

## WK resultaten
| Jaar | Team    | 1     | 2     | 3     | 4     | 5     | 6     | 7     | 8     | 9     | 10    | 11    | 12    | 13    | 14    | 15    | 16    | 17    | 18    | 19    | 20    |  | Punten | Klassering |
| ---- | ------- | ----- | ----- | ----- | ----- | ----- | ----- | ----- | ----- | ----- | ----- | ----- | ----- | ----- | ----- | ----- | ----- | ----- | ----- | ----- | ----- |  | ------ | ---------- |
| 2008 | Gas Gas | LUX 2 | LUX - | IRL 1 | IRL - | USA 4 | USA 3 | JPN 2 | JPN 2 | FRA 1 | FRA - | ITA 2 | ITA - | CZE 1 | CZE - | SWE 1 | SWE - | POR 3 | POR - | ESP 2 | ESP - |  | 208    | 2e         |
| 2009 | Gas Gas | IRL 1 | IRL 2 | POR 2 | POR - | GBR 2 | GBR 2 | JPN 3 | JPN 3 | ITA 1 | ITA - | AND 2 | AND - | ESP 4 | ESP - | FRA 1 | FRA - |       |       |       |       |  | 188    | 2e         |
| 2010 | Gas Gas | ESP 2 | ESP - | POR 3 | POR 3 | JPN 3 | JPN 1 | GBR 4 | GBR 4 | FRA 6 | FRA - | RSM 2 | RSM - | ITA 2 | ITA - | CZE 1 | CZE - |       |       |       |       |  | 172    | 2e         |
| 2011 | Gas Gas | GER 4 | GER - | FRA 1 | FRA 3 | ESP 2 | ESP - | AND 3 | AND - | ITA 2 | ITA - | GBR 1 | GBR - | JPN 2 | JPN 1 | FRA 1 | FRA 2 |       |       |       |       |  | 191    | 2e         |
| 2012 | Gas Gas | FRA 1 | FRA 5 | AUS 2 | AUS 4 | JPN 6 | JPN 5 | ESP 3 | ESP 2 | AND 4 | AND 3 | ITA 4 | ITA - | GBR 3 | GBR 2 |       |       |       |       |       |       |  | 187    | 2e         |
| 2013 | Gas Gas | JPN 2 | JPN 4 | USA 1 | USA 1 | AND 1 | AND 2 | ESP 2 | ITA 2 | CZE 1 | GBR 3 | GBR 2 | FRA 1 | FRA 3 |       |       |       |       |       |       |       |  | 228    | 2e         |
| 2014 | Gas Gas | AUS 4 | AUS 2 | JPN 1 | JPN 1 | EUR - | EUR 1 | ITA 2 | BEL 2 | GBR 2 | GBR 2 | FRA 1 | ESP 3 | ESP 2 |       |       |       |       |       |       |       |  | 210    | 2e         |
| 2015 | Gas Gas | JAP 3 | JAP 4 | CZE 2 | CZE 2 | SWE 4 | SWE 2 | GBR 2 | GBR 2 | FRA 2 | FRA 1 | AND 1 | AND 1 | USA 2 | USA 2 | POR 2 | POR 2 | ESP 1 | ESP 1 |       |       |  | 311    | 2e         |
| 2016 | T R S   | SPA 3 | SPA 2 | JAP 1 | JAP 2 | GER 2 | GER 2 | AND 2 | AND 2 | FRA 3 | FRA 2 | BEL 2 | GBR 3 | GBR 2 | ITA 2 | ITA 2 |       |       |       |       |       |  | 252    | 2e         |